# Rumpler Tropfenwagen
Rumpler Tropfenwagen (v překladu „Rumplerův vůz ve tvaru kapky“) byl německý automobil, který vyvinul v roce 1921 konstruktér rakouského původu Edmund Rumpler a představil ho na berlínském autosalonu téhož roku. Využil své zkušenosti z letecké továrny Rumpler Flugzeugwerke a navrhl zaoblenou karosérii aerodynamického tvaru. Součinitel odporu činil pouhých 0,28, čímž vůz výrazně předběhl svoji dobu. Díky tomu dosahoval rychlosti až 115 km/h. Automobil byl dlouhý čtyři a půl metru a vážil 1400 kg. Do přední části vozu se vešel pouze řidič, za ním byla ve dvou řadách umístěna sedadla pro čtyři pasažéry. Motor vyráběla firma Siemens. Měl šest válců uspořádaných do W a maximální výkon 26 kW. Zajímavostí byla dvojice světel umístěných nad sebou na úzké přídi a speciální zaoblená okna.
Karl Benz se o Tropfenwagen zajímal jako o perspektivní závodní vůz, později však spolupráci s Rumplerem ukončil, protože automobil nebyl komerčně úspěšný. Důvodem byla nepříznivá ekonomická situace v poválečném Německu, nezvyklý vzhled vozidla, nedostatek úložného prostoru i poruchovost novátorského motoru. Vyrobilo se pouze okolo stovky vozů a v roce 1925 byl projekt zastaven. Vůz je známý také tím, že si zahrál ve filmu Fritze Langa Metropolis. Zachovaly se pouze dva exempláře, které jsou vystaveny v automobilových muzeích v Mnichově a Berlíně.